# Neuza Silva
Neuza Silva (ur. 4 maja 1983 w Setúbal) – portugalska tenisistka.

## Kariera
Zadebiutowała w lutym 1999 roku w kwalifikacjach do turnieju ITF w Albufeira w Portugalii, gdzie wygrała pierwszy mecz ale przegrała drugi. Po raz pierwszy w turnieju głównym wystąpiła tego samego roku w Vila do Conde, do którego dostała się dzięki dzikiej karcie przyznanej przez organizatorów ale przegrała w pierwszej rundzie. W 2000 roku ponownie zagrała w pierwszej rundzie w Guimarães, tym razem jako lucky loser, ale też odpadła po pierwszej rundzie. Pierwszy znaczący sukces odniosła w 2003 roku docierając do półfinału turnieju w Almeira, w którym przegrała z İpek Şenoğlu z Turcji. Przełomowym rokiem był rok 2004, kiedy to po raz pierwszy w karierze wygrała turniej w Alcobaça. W tym samym roku, dzięki dzikiej karcie, zagrała po raz pierwszy w turnieju WTA w Estoril, gdzie pokonała w pierwszej rundzie Julię Schruff a tym samym stała się pierwszą Portugalką w historii tego turnieju, która wygrała mecz w turnieju głównym.
W następnych latach startowała głównie w turniejach rangi ITF, wygrywając wiele turniejów i to zarówno w singlu jak i w deblu. Poważniejszy start odnotowała w 2007 roku biorąc udział dwukrotnie w kwalifikacjach do turniejów WTA w Barcelonie i Linzu. W pierwszym z nich dotarła do drugiej rundy kwalifikacji, pokonując Hiszpankę Sílvię Soler Espinosa w pierwszym meczu a przegrywając z Rosjanką Jekatierną Iwanową w drugim.
W 2008 roku startowała w kwalifikacjach do wszystkich czterech turniejów wielkoszlemowych, najlepiej wypadając w US Open, gdzie doszła do trzeciej rundy kwalifikacji, pokonując w dwóch pierwszych Anastasiję Jakimawą i Natalie Grandin a przegrywając z Robertą Vinci w trzeciej. W następnym roku udanie przeszła kwalifikacje do Wimbledonu, pokonując po drodze do fazy głównej turnieju takie zawodniczki jak: Amanda Elliott, Witalija Djaczenko i Julia Schruff. Niestety w pierwszej rundzie turnieju głównego trafiła na tenisistkę rozstawioną w turnieju z nr 2, Serenę Williams i przegrała 1:6, 5:7. Był to jednak jej największy sukces w Wielkim Szlemie.
We wrześniu 2010 roku, z powodu kontuzji obu kolan wycofała się z zawodowych rozgrywek tenisowych.
W sumie w czasie swojej kariery osiągnęła 133 miejsce w światowym rankingu w grze singlowej i 185 w deblowej. Ponadto wygrała dwanaście turniejów singlowych i osiemnaście turniejów deblowych ITF.

## Wygrane turnieje singlowe
|     | Data       | Turniej     | Kat. | ($)    | Naw.      | Finalistka              | Wynik           |
| 1.  | 13/06/2004 | Alcobaça    | ITF  | 10 000 | twarda    | Lucia Jimenez Almendros | 7:5, 5:7, 6:1   |
| 2.  | 24/10/2004 | Évora       | ITF  | 10 000 | twarda    | Laura Zelder            | 6:1, 2:6, krecz |
| 3.  | 25/06/2006 | Alcobaça    | ITF  | 10 000 | twarda    | Han Xinyun              | 6:3, 2:6, 7:5   |
| 4.  | 27/08/2006 | Vlaardingen | ITF  | 10 000 | ziemna    | Pauline Wong            | 6:1, 6:2        |
| 5.  | 17/09/2006 | Lleida      | ITF  | 10 000 | ziemna    | Paula Fondevila Castro  | 5:7, 6:2, 7:6   |
| 6.  | 25/02/2007 | Portimão    | ITF  | 10 000 | twarda    | Irena Pavlovic          | 7:6, 6:4        |
| 7.  | 03/06/2007 | Braga       | ITF  | 10 000 | ziemna    | Stephanie Vongsouthi    | 6:1, 6:4        |
| 8.  | 29/07/2007 | A Coruña    | ITF  | 25 000 | twarda    | Marina Erakovic         | 0:6, 7:5, 6:3   |
| 9.  | 27/01/2008 | Kaarst      | ITF  | 10 000 | dywanowa  | Renee Reinhard          | 6:3, 6:1        |
| 10. | 13/07/2008 | Felixstowe  | ITF  | 25 000 | trawiasta | Sarah Borwell           | 6:3, 6:2        |
| 11. | 03/08/2008 | Vigo        | ITF  | 25 000 | twarda    | Sílvia Soler Espinosa   | 6:3, 6:1        |
| 12. | 12/07/2009 | A Coruña    | ITF  | 25 000 | twarda    | Wiesna Manasijewa       | 6:3, 6:1        |